# Gimlinge Sogn
Gimlinge Sogn er et sogn i Slagelse-Skælskør Provsti (Roskilde Stift).
I 1800-tallet var Gimlinge Sogn et selvstændigt pastorat. Det hørte til Vester Flakkebjerg Herred i Sorø Amt. Gimlinge sognekommune blev ved kommunalreformen i 1970 indlemmet i Hashøj Kommune, der ved strukturreformen i 2007 indgik i Slagelse Kommune.
I Gimlinge Sogn ligger Gimlinge Kirke.
I sognet findes følgende autoriserede stednavne:
- Bjærup (bebyggelse, ejerlav)
- Dalmose (bebyggelse)
- Gimlinge (bebyggelse, ejerlav)
- Gimlinge Enghave (bebyggelse)
- Indelukket (bebyggelse)
- Vemmeløse (bebyggelse, ejerlav)
- Vollerup (bebyggelse, ejerlav)
- Vollerup Gårde (bebyggelse, ejerlav)